# Игнатовское (Перемышльский район)
Игнатовское — деревня в Перемышльском районе Калужской области. Входит в сельское поселение деревня Григоровское.

## География
Расположена в 17 километрах на северо-восток от районного центра — села Перемышль. Рядом деревня Салтановское.

## Население
| 2002 | 2010 |
| ---- | ---- |
| 33   | ↘20  |

## История
В атласе Калужского наместничества, изданного в 1782 году, — Игнатовское, обозначено на карте и упоминается как сельцо Лихвинского уезда, 52 двора и по ревизии душ —312

Сельцо Игнатовское с пустошами означенных Глебова, Щербачева и Киреевскаго. По обе стороны Першонскаго ручья на котором пруд при большой Калужской дороге, дом господский деревянный с садом плодовитым…— Описания и алфавиты к Калужскому атласу Ч.1.
В 1858 году сельцо (вл.) Игнатовское 2-го стана Лихвинского уезда, при речке Свабоди, 64 двора 512 жителей, на транспортном тракте из Калуги в Одоев.
К 1914 году Игнатовское — сельцо Нелюбовской волости Лихвинского уезда Калужской губернии с собственной земской школой. В 1913 году население — 852 человека.
В годы Великой Отечественной войны деревня была оккупирована войсками Нацистской Германии с начала октября по конец декабря 1941 года. Освобождена в ходе Калужской наступательной операции частями 50-й армии генерал-лейтенанта И. В. Болдина.